# 細川定禅
細川 定禅（ほそかわ じょうぜん）は、鎌倉時代末期から南北朝時代にかけての武将。細川頼貞の子。

## 生涯
はじめ鶴岡若宮の別当であったが、兄の顕氏や従兄弟の和氏と共に足利尊氏に仕えた。建武2年（1335年）の中先代の乱では尊氏に従って功績を挙げた。その後、尊氏の命を受けて四国・中国の国人衆を糾合し、翌建武3年（1336年）1月、尊氏の京都乱入と同時に攻め入り、武功を挙げている。同年2月、顕氏や和氏と共に再び四国に渡海し、同地の諸大名や国人衆を糾合した。5月の湊川の戦いでも武功を挙げている。
その後も畿内における南朝勢力と戦って多くの武功を挙げたが、延元4年/暦応2年（1339年）8月の記録を最後に史料から姿を消した。そのため、この時期に死去したとも言われているが定かではない。